# Daniel (biskup koptyjski)
Daniel (imię świeckie Mettaous El Antony, ur. 7 marca 1959 w Atbarze) – duchowny Koptyjskiego Kościoła Ortodoksyjnego, od 2006 biskup Sydney.

## Życiorys
Pochodzi z Sudanu. Święcenia kapłańskie przyjął 17 grudnia 1985. Sakrę biskupią otrzymał 23 czerwca 2006.